# 强心苷

强心苷结构式

强心苷（cardiac glycoside）是一类藉由抑制细胞钠钾ATP酶，来增加心脏输出力并降低心脏收缩速率（心率）的有机化合物，属于一种历史悠久的经典的强心药。强心苷属于糖苷，去掉糖分子的糖苷配基称强心苷元。
强心苷也是历史悠久的毒药：含有强心苷的植物粗提取物常涂在于毒箭上或用于其他杀人方式，见血封喉树含有的就是强心苷类毒药。过量的强心苷会扰乱全身膜电位，影响心脏、大脑、肠胃功能，导致死亡。

## 种类

### 心甾内酯类
- 地高辛 Digoxin

心甾内酯类强心苷

  - R=(D-洋地黄毒糖)3，R1=H，R2=CH3，R3=OH
- 洋地黄毒甙 Digitoxin
  - R=(D-洋地黄毒糖)3，R1=H，R2=CH3，R3=H
- 毛花苷C Lanatosaide C
  - R=β-D-葡萄糖-乙酰基-(D-洋地黄毒糖)3，R1=H，R2=CH3，R3=OH
- 毒毛花苷K Strophanthin K
  - R=α-D-葡萄糖-β-D-葡萄糖-D-加拿大麻糖，R1=OH，R2=CHO，R3=H
- 羊角拗苷甲 Divaricoside
  - R=L-夹竹桃糖，R1=H，R2=CH3，R3=H
- 铃兰毒苷 Convallatoxin
  - R=L-鼠李糖，R1=OH，R2=CHO，R3=H